# 格但斯克能源體育場
格但斯克能源體育場（波蘭語發音：[ˌpɛ.ɡʲɛ.ˈʔɛ a.ˈrɛ.na ˈɡdaɲsk]），也译波兰能源集团格但斯克竞技场，以前稱為波羅的海體育場，是一座位於波蘭格但斯克的足球場。体育场主要用于举办足球比赛，目前是格但斯克萊吉亞足球俱樂部的主场。该体育场位于格但斯克北部Letnica区的Pokoleń Lechii Gdańsk大街上。看台可容纳43,615名观众，全部是座席，并有顶棚遮盖。格但斯克PGE體育場是波蘭足球甲級聯賽最大的球场，全波兰第三大体育场（仅次于國家體育場，西利西亞體育場）。体育场于2008年开工，并在2011年中段建成。建成后的揭幕战是格但斯克萊吉亞足球俱樂部和克拉科維亞足球俱樂部的比赛，两队最终以1比1握手言和。这里举办的首场国际足球比赛是2011年9月6日波兰国家足球队与德国国家足球队的对决，双方最后战成2比2平。这场比赛本来计划在华沙的國家體育場进行，但是由于国家体育场未能按期完工，改在这里举办。
体育场也是2012年欧锦赛的指定场地之一。大赛期间，这里将承办四场比赛，C组的三场小组赛及一场四分之一决赛将在这里上演。自2010年波兰能源集团（Polska Grupa Energetyczna，PGE）签订赞助协议以来，体育场的正式名称改为格但斯克PGE體育場。

## 球场特色

### 整体
格但斯克PGE体育场长236米，宽203米，高45米，是一个专用足球场，也就是说，草皮不能去除。出于这个原因，体育场并没有田径跑道。

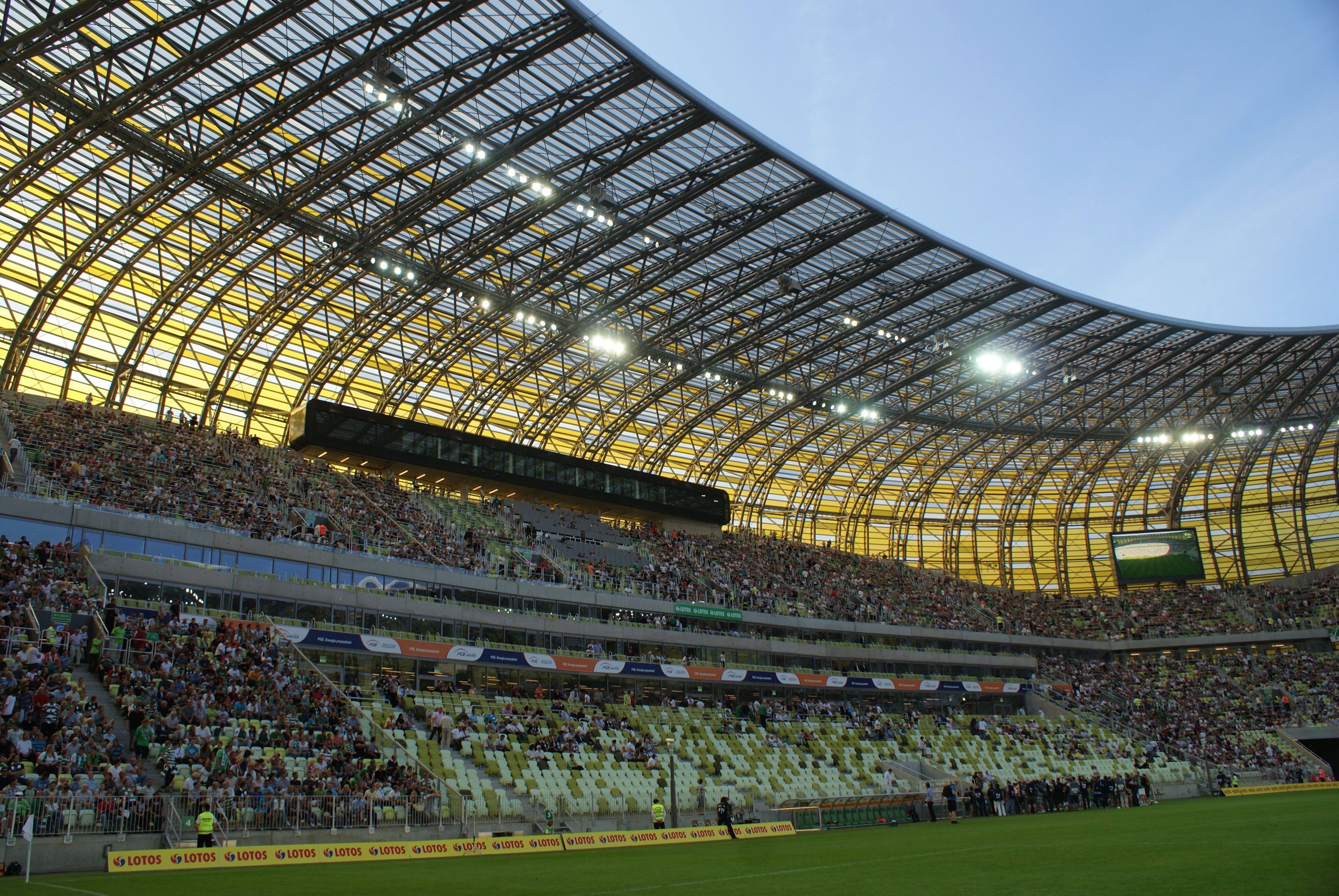
主看台，摄于揭幕战前

格但斯克PGE体育场的外观酷似琥珀。在波罗的海沿岸，人类开采琥珀已经有很长的历史。整个建筑的屋顶由82条梁架起。屋顶总面积44,000平方米。立面和屋顶覆盖18,000片聚碳酸酯多层板，板材共有6种颜色，总面积4.5公顷。体育场的西部和东部各有一个LED标志，高8米，长35米。

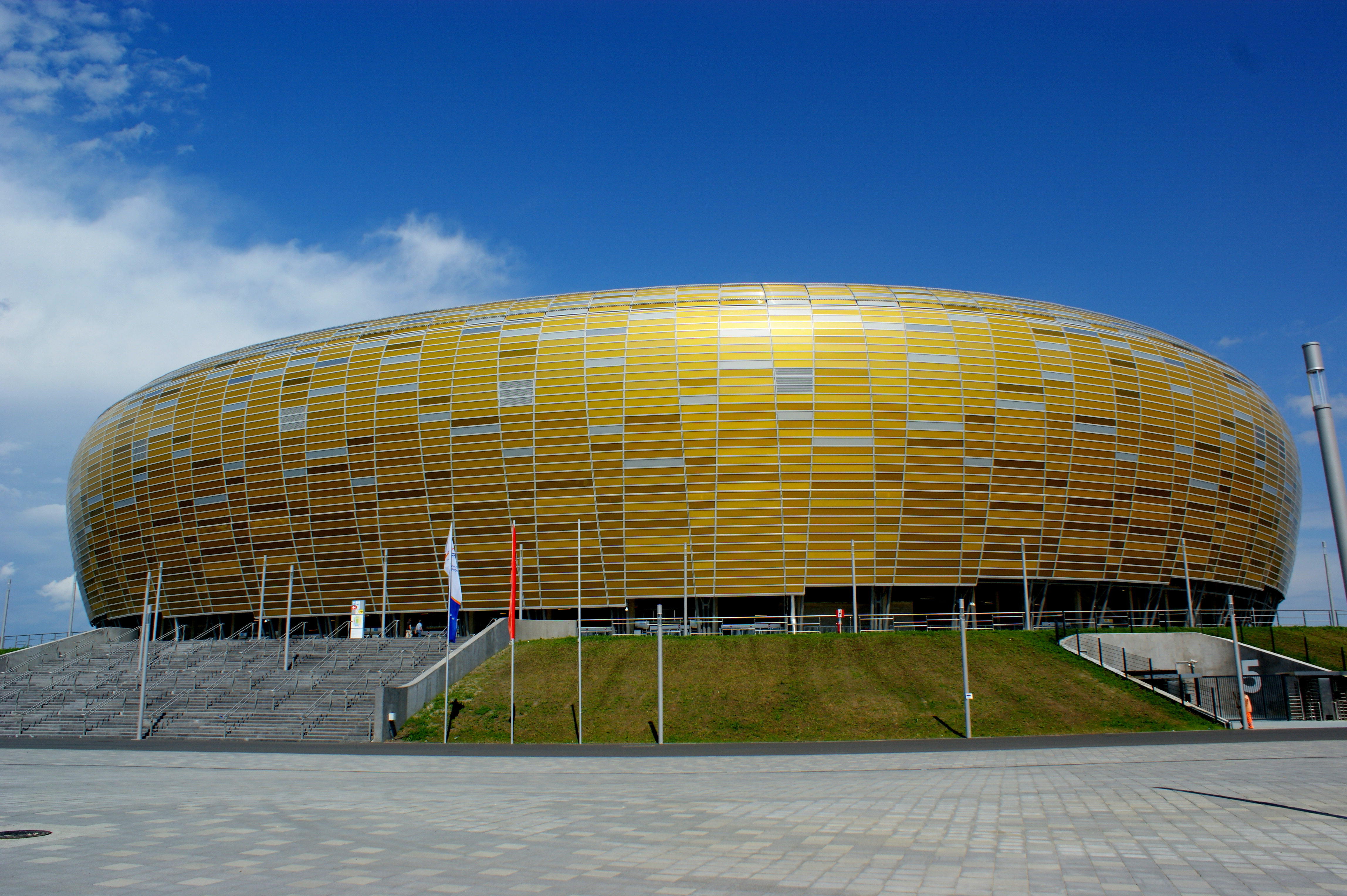
球场主入口

球场尺寸为105米x68米。球门到球门后面的看台距离10.5米，球场侧面到侧面看台的距离是8.5米。根据国际足联和欧洲足联的标准，格但斯克PGE体育场的看台完全被顶棚覆盖。球场的中心没有顶棚。建设时本来有建造顶棚的想法，但是由于成本和工期原因，不得不放弃了这个方案。体育场剩余的空间为其他人员（员工等）预留。体育场符合欧足联四级足球场标准。

### 容量
举办联赛比赛时，球场可容纳43,615名观众。然而，事实上体育场一共有大概44,000的座位。2012年欧洲足球锦标赛期间，体育场的容量将减少到40,000席。
体育场有40个用玻璃和场地隔开的包厢，同时提供餐饮。40个包厢中，有8个包厢面积为160平方米（646平方英尺），其余32个包厢面积为30平方米（323平方英尺）。在这些包厢之外，体育场还为更加富裕的人士提供1383个更高标准的座椅（贵宾座席）。每位贵宾都将享受舒适的座椅。贵宾座席的位置略低于包厢。包厢和贵宾座席的地方有一个单独的入口，并配有专享的门厅。体育场的所有座位采用波兰品牌Forum Seating，由位于克羅斯諾的Nowy STYL公司生产。此外，体育场有50个为残障人士额外准备的座位。

### 冠名
2009年12月，波兰能源集团（PGE）花费3500万兹罗提（约合850万欧元）购买了体育场的冠名权，合约长达五年。格但斯克市出售冠名权的目的是负担一部分建设成本。格但斯克市对冠名唯一的要求，是体育场名必须包括“竞技场”这个词。最终竞争冠名的，除了PGE还有LOTOS石油公司。赞助合同除体育场的冠名外，还包括体育场外表面两侧的标志，以及体育场内部的广告。冠名之前，体育场的名字是波罗的海竞技场。

## 建设历程
体育场是为波兰、乌克兰联合主办的2012年欧洲足球锦标赛专门修建的。早在2012年欧锦赛东道主确定之前，格但斯克市就公布了体育场设计概念的第一个版本。2008年1月31日，杜塞尔多夫的Rhode-Kellermann-Wawrowsky公司的方案被确定为中选设计。该公司还设计了盖尔森基兴的維爾廷斯球場和汉诺威的AWD球場。施工文件的第一部分有92卷，第二部分有137卷。杜塞尔多夫的建筑师Hubert Petschnigg也为体育场的建造做出了贡献。

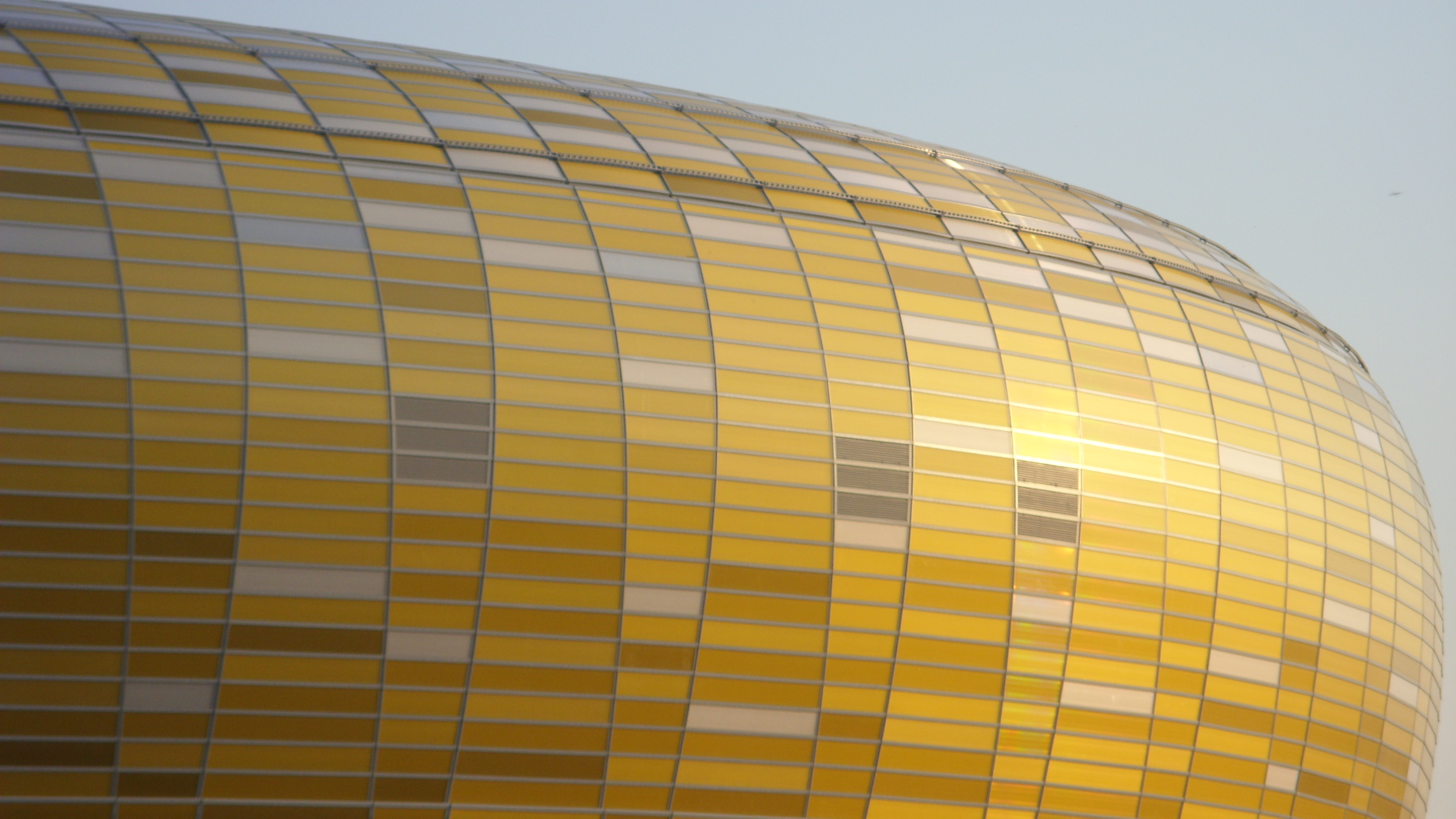
包有聚碳酸酯膜的立面

2008年4月2日，体育场开始了修建准备工作，包括购置土地、砍伐树木。2008年12月15日，体育场修建工程的第一阶段开始了，主要包括地面的挖掘工作。
工程招标会于2009年3月25日举办。各公司提供的报价从5.22百万兹罗提到6.35万兹罗提不等。两天后，建设方与报价最低的公司签署了合同。提供最低报价的是几家公司组成的团队，包括：Hydrobudowa Polska S.A, Hydrobudowa 9, Alpine Bau Deutschland AG Berlin, Alpine Bau GmbH Austria, Alpine Construction Polska Sp. z o.o。

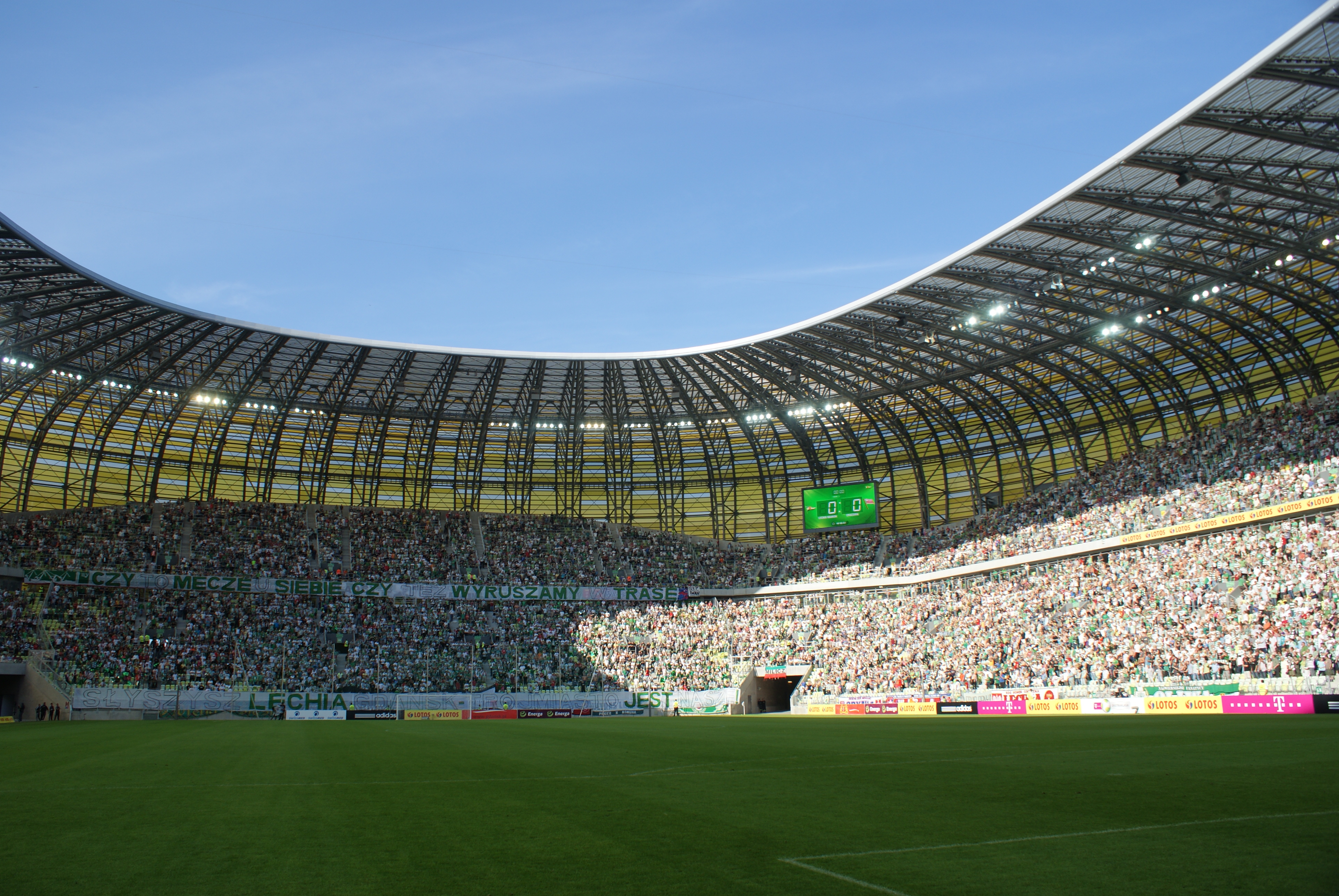
格但斯克PGE体育场

对格但斯克PGE体育场来说，2009年5月28日是最值得纪念的日子之一，那一天体育场的主体开始施工。七月中旬，体育场举行了奠基仪式。次年，钢筋混凝土主结构完工。2010年7月24日，体育场封顶。预定的竣工时间为2010年底。2011年6月9日，波兰国家足球队和法国国家足球队本来有在这里比赛的计划。但是由于安全原因，比赛移到华沙举行。体育场在2011年7月19日开幕。第一场正式足球赛事在2011年8月14日举行，格但斯克萊吉亞足球俱樂部和克拉科維亞足球俱樂部两队战成1比1平，弗雷德·本森成为了第一位在新球场进球的球员。

## 2012年欧洲杯比赛
体育场为2012年欧洲足球锦标赛的场地之一，这里将举行C组的3场小组赛（另外3场C组小组赛在波兹南的波茲南市立球場进行）以及一场四分之一决赛。
下面列出的是2012年欧锦赛格但斯克PGE體育場承办的比赛：
| 日期       | 时间 (CEST) | 球队 #1 | 比分 | 球队 #2 | 轮次         | 进球队员                                        |
| ---------- | ----------- | ------- | ---- | ------- | ------------ | ----------------------------------------------- |
| 2012-06-10 | 18:00       | 西班牙  | 1:1  | 義大利  | C组          | 61' 64'                                         |
| 2012-06-14 | 20:45       | 西班牙  | 4:0  | 愛爾蘭  | C组          | 4', 70' 49' 83'                                 |
| 2012-06-18 | 20:45       |         | 0:1  | 西班牙  | C组          | 88'                                             |
| 2012-06-22 | 20:45       | 德国    | 4:2  | 希腊    | 四分之一决赛 | 39' 55' 61' 68' 马尔科·罗伊斯 74' 89'（十二码） |

## 外部連結
- 官方網站 （波兰語）